# George Eustis

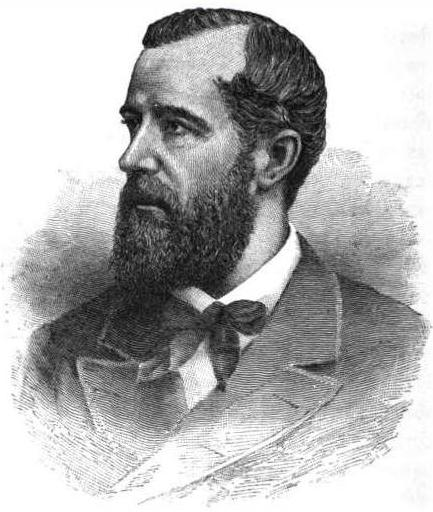
George Eustis

George Eustis Jr. (* 28. September 1828 in New Orleans, Louisiana; † 15. März 1872 in Cannes, Frankreich) war ein US-amerikanischer Politiker. Zwischen 1855 und 1859 vertrat er den Bundesstaat Louisiana im US-Repräsentantenhaus.

## Leben und Wirken
George Eustis war der ältere Bruder von US-Senator James B. Eustis (1834–1899). Er besuchte zunächst das Jefferson College in Louisiana. Nach einem anschließenden Jurastudium an der Harvard University und seiner Zulassung als Rechtsanwalt begann er in New Orleans in seinem neuen Beruf zu  arbeiten. Politisch wurde er Mitglied der American Party.
Bei den Kongresswahlen des Jahres 1854 wurde er im ersten Wahlbezirk von Louisiana in das US-Repräsentantenhaus in Washington, D.C. gewählt. Dort trat er am 4. März 1855 die Nachfolge des Demokraten William Dunbar an. Nach einer Wiederwahl im Jahr 1856 konnte er bis zum 3. März 1859 zwei Legislaturperioden im Kongress absolvieren. Diese waren von den Ereignissen und Diskussionen im Vorfeld des Bürgerkrieges geprägt.

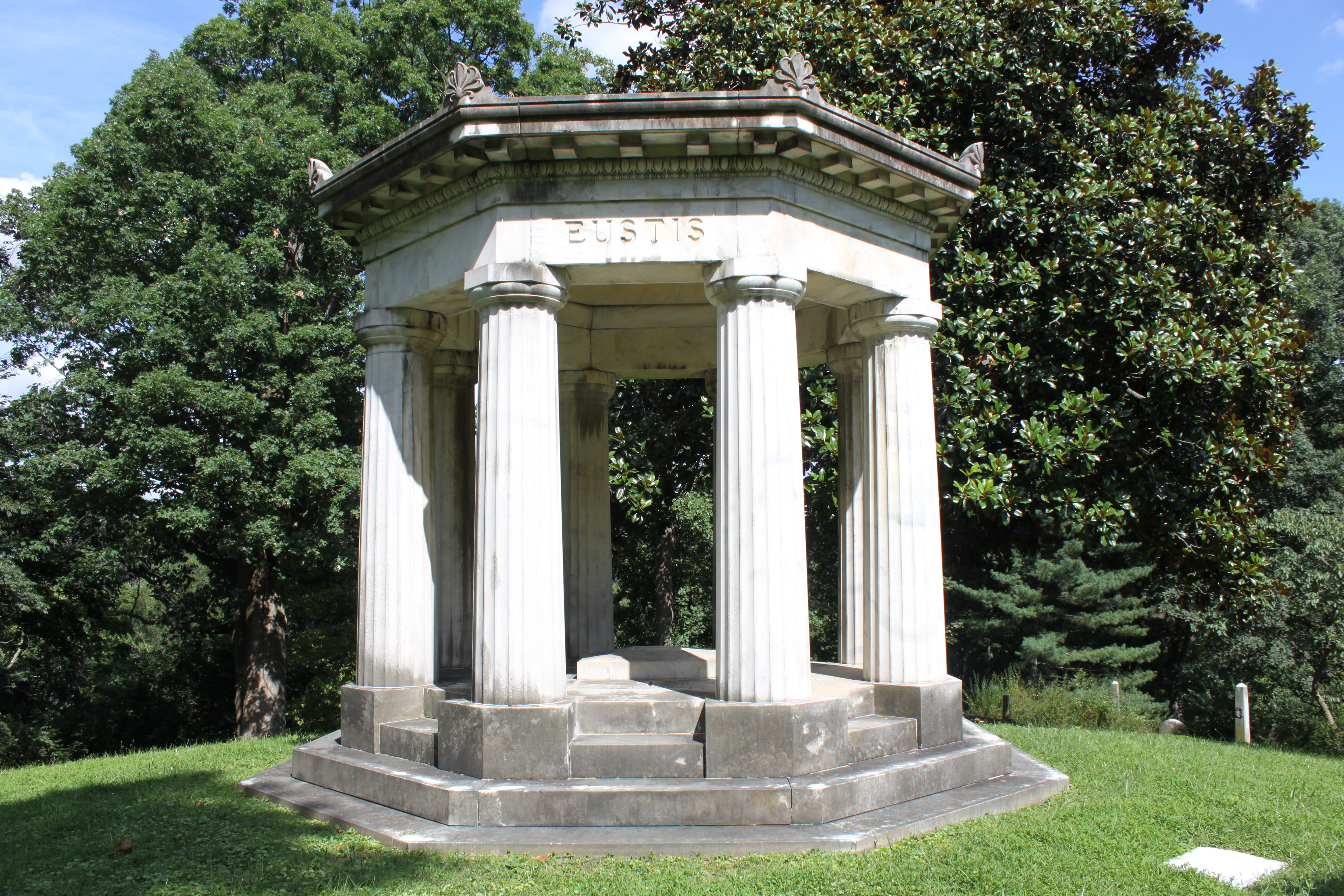
Mausoleum der Familien Corcoran und Eustis auf dem Oak Hill Cemetery (Washington, D.C.)

Im Krieg schloss sich George Eustice der Konföderation an. Er wurde Sekretär des vormaligen US-Senators John Slidell und geriet zwischenzeitlich in Kriegsgefangenschaft. Nach seiner Freilassung wurde Eustis Sekretär bei der konföderierten Vertretung in Paris. Nach Ende des Bürgerkrieges und der Niederlage der Konföderierten blieb er in Frankreich. Später wurde er mit der Aushandlung eines Postvertrages zwischen Frankreich und den Vereinigten Staaten beauftragt.
Im Jahr 1859 heiratete George Eustis Louise Morris Corcoran (1838–1867), die Tochter des Bankiers und Kunstsammlers William Wilson Corcoran. Das Paar hatte zwei Söhne und eine Tochter.
Eustis starb am 15. März 1872 in Cannes. Er wurde in dem Mausoleum der Familie seiner Ehefrau auf dem Oak Hill Cemetery beigesetzt.